# N-sonic
N-SONIC（エヌソニック）とは、6人組の韓国の男性アイドルグループ。

## 来歴
2011年10月6日、デジタルシングル『We are Super boys』でデビュー。
N-sonicのグループ名の由来は、新しさを意味するNEOの【N】、音波を意味する【SONIC】からなる合成語である。
彼らのデビュー曲「SUPER BOY」は、ピ（RAIN）の｢Rainism｣や、BIGBANGのスンリのソロ活動曲｢Strong baby｣など、数々のヒット曲を生み出したペ・ジンリョルがプロデュースした。
2011年10月20日
初テレビ出演　Mcountdown
2012年1月23日
表参道GROUNDで｢JAPAN 1st SHOWCASE｣が行われた。
2012年9月24日
公式ファンカフェにてメンバー2人（ウノ・ジョンウク）の脱退と4人の新メンバーの追加と、
すでに公演が決まっていたTheK-Showw2へは新体制での舞台となることが発表された。
2012年10月8日
TheK-Showw2を5日後に控えたこの日、新メンバー　シフ・ミンギ・ヨンジュン・シオンのプロフィールと写真が公開された。
2013年5月10日
2ndシングル 「Lie」
（5月2日MV 1st ティーザー、5月6日MV 2ndティーザー、5月10日　MVfull公開）
2013年10月8日
N-SONICオフィシャルツイッターで、ヨンジュンの脱退と
併せてメンバー補強はせずに6人組グループとして10月最終週にカムバックすることが発表された。
2013年10月25日
2ndミニアルバム「Into The Light」
（10月日トレーラー公開、10月日MVティーザー、10月25日MVfull/音源公開）
同日 KBS MusicBank でカムバック
2014年5月29日
3rdシングル「미치겠네」
（5月27日MV1stティーザー、5月28日MV2ndティーザー、5月29日MVfull/音源公開）
2014年6月9日
3rdアルバム「Reset」title：빠삐용(Pop Beyond)
（6月5日MV1stティーザー、6月7日MV2ndティーザー、6月9日MVfull/音源公開）
6月7日DreamConcert2014でカムバック
2014年8月2日
中国デビュー記者会見
2015年3月18日
ミニアルバム「ANOTHER PROGRESS」title:블랙아웃(Black Out)
(3月24日MV/アルバム発売）
3月18日MBC Music ShowChampion#137　でカムバック
2015年11月9日
J.Heart 1st Solo Digital Single
Call My Nameを音楽配信
2015年12月14日
J.Heart 1st Solo アルバム 
Here's To Youh
（12月9日MVティーザー、12月14日MVfull/アルバム公開）
2016年3月30日
4thシングル「Excalibur」
(3月24日MVティーザー、3月30日MVfull/音源解禁）
3月29日 SBS TheShowでカムバック

## メンバー

### J.Heart(ジェイハート)
- 表記：제이하트
- 生年月日：1987年3月4日（38歳）
- 血液型：A
- 身長：177cm
- 趣味･特技：音楽鑑賞、映画鑑賞、ダンス
- ニックネーム：ウニョク、ホ・ヨンセン、ひよこ
- 好きなアーティスト：neyo、usher、maroon5
- 好きな運動：サッカー、ランニング
- リーダー、ちょっとおちゃめな天才担当

### シフ
- 表記：시후
- 生年月日：1989年4月5日（36歳）戸籍上は4月20日生まれ
- 血液型：AB
- 身長：177cm
- 趣味：インターネットショッピング
- 特技：名前覚え、電話番号覚え
- ニックネーム：ハム・ダルク、シュジュンマ（シフ+アジュンマ）
- 好きなアーティスト:ソン・シギョン
- 好きな運動：ストレッチ、ヒップアップ運動
- ムードメーカー担当

### ビョル
- 表記：별
- 生年月日：1989年8月17日（35歳）
- 血液型：A
- 身長：176cm
- 足のサイズ225
- 趣味･特技：音楽鑑賞、ピアノ、読書(コミック)、ダンス、ゲーム
- ニックネーム：黄金バット
- 好きなアーティスト：chrisbrownパク・ジェボム
- 好きな運動：運動は何でも好き
- ビョルとは韓国語で星を意味する為、スター担当と言われている。

### ミンギ
- 表記：민기
- 生年月日：1990年7月12日（34歳）
- 血液型：B
- 身長：176cm
- 趣味：読書、料理
- 特技；演技、歌、ダンス
- ニックネーム：ミンキー、チビ
- 好きなアーティスト：ジャスティン・ビーバー、キム・ウジ
- 好きな運動；水泳
- かわいいロミオ担当

### ボンジュン
- 表記：봉준　ANOTHER PROGRESSから改名( Black J/블랙제이)
- 生年月日：1992年10月9日（32歳）
- 血液型：B
- 身長：176cm
- 足のサイズ270
- 趣味･特技：ダンス、ショッピング、サッカー、バスケ、雑誌を読む
- ニックネーム：ボンタン
- 好きなアーティスト：BIGBANG、G-DRAGON

### シオン
- 表記：시온
- 生年月日：1993年7月21日（31歳）
- 血液型：AB
- 身長：179cm
- マンネ/メインボーカル
- 特技：ギャグ、バレーボール
- 趣味：ショッピング、歌を聴く
- ニックネーム：ドゥドゥ（ポケモン）、ポイント
- 好きなアーティスト：BEAST、Drake
- 好きな運動；水泳

## 元メンバー

### ウノ
- 表記：은호
- 生年月日：1989年5月30日（35歳）
- 血液型：A
- 身長：175cm
- 趣味･特技：英会話、ダンス、演技、作曲
- カリスマがキャッチフレーズ

### ジョンウク
- 表記：종욱
- 生年月日：1990年2月26日（35歳）
- 血液型：A
- 身長：179cm
- 趣味･特技：ショッピング、愛犬とレスリング、中国語
- ビジュアル担当

### ヨンジュン
- 表記：연준
- 生年月日：1993年4月12日（32歳）
- 血液型：B
- ラップ担当

## 作品

### デジタルシングル

#### 2011年10月6日　We are Super boys
- 収録曲

1. N-SONIC
 
2. SUPER BOY
 
3. 놓지 않을께

4. NEVER STOP
- DVD内容

・N-SONIC TEASER 

・MAKING FILM & INTERVIEW

・SUPER BOY MUSIC VIDEO

#### 2014年5月29日　미치겠네(CRAZY)
- 収録曲

1．미치겠네

#### 2015年11月9日　Call My Name
- 収録曲(J.Heart 1st Solo Digital Single)

1.Call My Name

### シングル

#### 2013年5月10日　Lie
- 収録曲

1. Lie 

2. 텔레비젼

#### 2016年3月30日　Excalibur
- 収録曲

1.Excalibur
2.Excalibur (inst.）

### アルバム

#### 2013年10月25日 Into The Light
- 収録曲

1. Brightly - Intro 
 
2. Run & Run  

3. Never Stop  

4. Brand New Girl 
 
5. Forever  

6. Run & Run Inst. 
 
7. Brand New Girl Inst.  

#### 2014年6月9日　Reset
- 収録曲

1.빠삐용(Pop Beyond) 
 
2.미치겠네 
 
3.미치겠네(Acoustic Version) 
 
4.빠삐용(Pop Beyond)[Instrumental] 
 
5.미치겠네[Instrumental] 
 
6.미치겠네(Acoustic Version)[Instrumental] 

#### 2014年3月24日　ANOTHER PROGRESS
3rdミニアルバム
- 収録曲

1.Real Love
2.Reality
3.BLACKOUT
4.Going Going
5.I Miss You (Album Version)	
6.BLACKOUT (INST.)
7.Real Love (INST.)
8.Reality (INST.)

#### 2015年12月14日　Here's To Youth
J.Heart 1st Solo album
1.첫차 타고가（Stay Up All Night）
2.Call My Name
3.사랑해
4.첫차 타고가（Stay Up All Night）(Inst.)
5.Call My Name(Inst.)
6.사랑해(Inst.)

## 広告
- 2015年　中国 屈臣氏蒸餾水イメージキャラクター

## テレビ

### 韓国
シフ
MBC Music
- 2014/03/24～04/14　メンタル死守（全4話）

MBC every1
- 2014/03/25　누구세요 2話

KBS
- 2015/04/09　ミュービーバンク

### 日本
MUSIC ON！TV　韓ON!ファイティン≪踊ってみナイト!!≫
- 2014/01/16　N-SONIC/Run&Run
- 2014/02/06　EXO/Growl
- 2014/02/20　VIXX/Rock Ur Body
- 2014/03/06　CRAYON POP/パパパ
- 2014/03/20　ZE:A/The Ghost of Wind

Mnet Japan　M-Time
- 2014/05/01　おまかせTV①マレーシア編
- 2014/05/08　おまかせTV②
- 2014/05/15　おまかせTV③
- 2015/01/08　おまかせTV①日本イベント編
- 2015/01/15　おまかせTV②日本イベント編

- 2014/06/04~　メンタル死守/全5話/字幕放送

### 中国
- 2014/08/10　勁歌金曲
- 2014/11/14　麦王争霸

## LIVE/Meeting/イベント出演

### 韓国

#### 2013年
- 2013/12/29　Good-bye2013with N-SONIC

#### 2014年
- 2014/06/07　DreamConcert2014　빠삐용(Pop Beyond)
- 2014/07/19　ボリョンマッド祭り開会式典
- 2014/09/16　東大門Java11Radio公開放送
- 2014/10/06　KpopCoverDanceFestivalソウル決勝審査員
- 2014/10/25　安山HealingConcert

#### 2015年
- 2015/03/14　Sweet whiteday, Sweet meeting
- 2015/04/05　ANOTHER PROGRESS CD発表サイン会
- 2015/04/14　チェジュK-POPコンサート
- 2015/05/01　ネパール地震募金活動
- 2015/12/22　Seaoul Winter Festival

#### 2016年
- 2016/04/12　NEXEN HEROES 始球式（ミンギ、ボンジュン）国家斉唱（シオン）記念公演
- 2016/05/21　History of Superboy fun meeting

### 日本

#### 2012年
- 2012/01/21　N-SONICを応援しよう大決起会
- 2012/01/23　JAPAN 1st SHOWCASE@表参道GROUND
- 2012/03/16　K-ROOKIES PARTY VOL.1

#### 2013年
- 2013/03/19~24　N-SONIC WEEK★CONCERT in Tokyo <Super Boys meet Girls>
- 2013/06/04~09　N-SONIC WEEK★CONCERT Ⅱ<Let`s Break it down>
- 2013/09/07~08　N-SONIC★CONCERT <DANCE AGAIN>
- 2013/12/22~23　N-SONIC Concert <Into The Light>

#### 2014年
- 2014/01/11　   N-SONIC Concert <Into The Light>
- 2014/07/20~21　N-SONIC Concert <SUMMER SANTA CLAUS>~サマー・サンタクロース~
- 2014/11/01　　 N-SONIC Concert <GOING CRAZY>東京
- 2014/11/02　　 One Korea Festival2014 / Halloween Night Party
- 2014/11/03　　 N-SONIC Concert <GOING CRAZY>大阪

#### 2015年
- 2015/07/04~05　N-SONIC★Tokyo Concert"ANOTHER PROGRESS"

#### 2016年
- 2016/01/23~24　Here's To Youth リリース記念イベント / 1st Fun Meeting "Call My Name"
- 2016/05/07~08　N-SONIC CONCERT☆History of Superboy

### 中国

#### 2014年
- 2014/03/28　香港アジアポップフェスティバル韓国代表[ベストパフォーマンス賞受賞]
- 2014/07/05　StarGazeEnt　設立記念行事
- 2014/07/28　香港1st Fan Meeting
- 2014/08/02　北京中国デビュー記者会見 北京 Westin Hotel
- 2014/08/24　RTHK <太陽計劃2014 展翅青見夢飛行>
- 2014/08/25　香港Lucky Draw Meeting
- 2014/08/06　香港 新城國語力頒獎禮[新人賞・ダンス音楽賞受賞]
- 2014/10/18　広州 音乐先锋榜2014年度表彰式PressConference
- 2014/10/01　天津 第十三天津国際自動車展覧会
- 2014/11/08　香港 TwoX PressConference ゲスト
- 2014/11/09　香港 新城慈善K唱遊 / 在屯門沙灘節2014
- 2014/12/14　広州 音乐先锋榜2014年度表彰式
- 2014/12/21　香港 陪你玩住迎聖誕
- 2014/12/25　香港 Cookies Party / M Watson's X'mas Event
- 2014/12/26　香港 新城勁爆頒獎禮2014[勁爆國語歌曲(Run&Run)・勁爆亞洲新人王]
- 2014/12/27　香港 Car Show2014
- 2014/12/30　澳門 サイン会
- 2014/12/31　澳門 カウントダウン

#### 2015年
- 2015/01/19  香港 韓国人商工会晩餐会
- 2015/03/01　香港 J-Heart's Birthday Party
- 2015/04/20　香港 WatsonsWater PressConference
- 2015/04/24　広州 Guangdong TVS-3”NEVER STOP”Concert

#### 2016年
- 2016/4/24　 2016 K-pop Top Group Concert

### ベトナム

#### 2014年
- 2014/12/05　ハノイ KoreanGinsengWorldFestival OpeningCeremony
- 2014/12/06　ハノイ KoreanGinsengWorldFestival
- 2014/12/07　ホーチミン  2014 NOEL CHRISTMAS CONCERT

### インド

#### 2014年
- 2014/08/29　記者会見 Korean Cultural Center India
- 2014/08/30　K-pop Cover Dance Festival 2014

#### 2015年
- 2015/01/26  Chaos Fest - IIM Ahmedabad (Louis Kahn Plaza)
- 2015/01/28  Milan Fest - SRM University, Chennai (Kattankulathur Campus)
- 2015/01/29  Alcheringa - IIT, Guwahati (Dr. Bioengineering Hazarika Auditorium)
- 2015/01/31  Fan Sign/Meet - Korea Cultural Center, New Delhi

### マレーシア

#### 2014年
- 2014/01/15~19 AhBeng MissionImpossible公開プレミアム試写会